# Наласинское сельское поселение
Наласинское се́льское поселе́ние — муниципальное образование в Арском районе Татарстана Российской Федерации.
Административный центр — село Наласа.

## История
Статус и границы сельского поселения установлены Законом Республики Татарстан от 31 января 2005 года № 7-ЗРТ «Об установлении границ территорий и статусе муниципального образования "Арский муниципальный район" и муниципальных образований в его составе».

## Население
| 2010 | 2011 | 2012 | 2013 | 2014 | 2015 | 2016 |
| ---- | ---- | ---- | ---- | ---- | ---- | ---- |
| 902  | ↘901 | ↘900 | ↘896 | ↗905 | ↘892 | ↗898 |
| 2017 | 2018 |      |      |      |      |      |
| ↘889 | ↘870 |      |      |      |      |      |

## Состав сельского поселения
| № | Населённый пункт | Тип населённого пункта       | Население |
| - | ---------------- | ---------------------------- | --------- |
| 1 | Большие Верези   | село                         |           |
| 2 | Наласа           | село, административный центр |           |
| 3 | Средние Верези   | село                         |           |